# Rachunkowość zabezpieczeń

## Rachunkowość zabezpieczeń
Rachunkowość zabezpieczeń to zespół norm i przepisów prawa bilansowego, które jednostki gospodarcze mogą stosować w odniesieniu do instrumentów finansowych, głównie pochodnych. Ich wdrożenie nie jest obligatoryjne; to przedsiębiorstwo decyduje o tym, czy stosuje rachunkowość zabezpieczeń czy też pozostaje przy podejściu ogólnym w stosunku do derywatów.
Rachunkowość zabezpieczeń ma zapewnić symetryczne ujęcie w księgach rachunkowych i sprawozdaniu finansowym zmian wartości instrumentu zabezpieczającego i pozycji zabezpieczanej. W ten sposób wielkości te będą wzajemnie kompensowały się, dzięki czemu zostanie wyeliminowany wpływ zabezpieczanego ryzyka na wynik finansowy.

## Podstawy prawne
Regulacje polskie:
- ustawa o rachunkowości z dnia 29 września 1994 roku (Dz. U. z 2002 r. nr 76, poz. 694 z późn. zm.).
- rozporządzenie Ministra Finansów z dnia 12 grudnia 2001 roku w sprawie szczegółowych zasad uznawania, metod wyceny, zakresu ujawniania i sposobu prezentacji instrumentów finansowych (Dz. U. nr 149, poz. 1674 z późn. zm.),

Regulacje międzynarodowe opracowane przez Radę Międzynarodowych Standardów Rachunkowości (RMSR, ang. IASB - International Accounting Standards Board):
- Międzynarodowy Standard Rachunkowości nr 39 (MSR 39) Instrumenty finansowe: ujmowanie i wycena,
- Międzynarodowy Standard Sprawozdawczości Finansowej nr 7 Instrumenty finansowe: ujawnianie informacji (MSSF 7).

W chwili obecnej trwają prace nad nowym standardem MSSF 9: Instrumenty finansowe, który ma zastąpić MSR 39 i MSSF 7.
Regulacje amerykańskie opracowane przez Radę Standardów Rachunkowości Finansowej  (ang. FASB – Financial Accounting Standards Board):
- Standard Rachunkowości Finansowej nr 133 Rachunkowość instrumentów pochodnych i działań zabezpieczających (FAS 133(inne języki)).

## Wymogi formalne
Stosowanie rachunkowości zabezpieczeń jest uzależnione od spełnienia wymogów formalnych. Dokumentacja powinna obejmować:
- cele i strategię zarządzania ryzykiem,
- opis instrumentu zabezpieczającego i pozycji zabezpieczanej,
- charakterystykę ryzyka,
- okres zabezpieczenia,
- opis metody pomiaru skuteczności zabezpieczenia.

Ponadto planowana transakcja podlegająca zabezpieczeniu musi być wysoce prawdopodobna, a efektywność powiązania powinna być mierzona na bieżąco i utrzymywać się na wysokim poziomie (80-125%). Jeżeli wynik znajduje się poza zdefiniowanym przedziałem jednostka nie może stosować rachunkowości zabezpieczeń.
| Efektywność (Ez)       | Ocena efektywności zabezpieczenia | Stosowanie rachunkowości zabezpieczeń |
| ---------------------- | --------------------------------- | ------------------------------------- |
| 100%                   | doskonała efektywność             | możliwe                               |
| 80% ≤ Ez ≤ 125%        | efektywne                         | możliwe                               |
| 80% > Ez lub Ez > 125% | nieefektywne                      | niedopuszczalne                       |

Pozycją zabezpieczaną mogą być:
- składnik aktywów, jego część lub grupa aktywów,
- składnik zobowiązań, jego część lub grupa zobowiązań,
- uprawdopodobnione przyszłe zobowiązanie,
- planowana przyszła transakcja.

Pozycją zabezpieczaną nie mogą być:
- instrumenty pochodne,
- aktywa finansowe utrzymywane do terminu wymagalności (ryzyko zmian stopy procentowej),
- aktywa wyceniane metodą praw własności jeśli celem jest zabezpieczenie wartości godziwej,
- uprawdopodobnione przyszłe zobowiązanie do przejęcia innej jednostki w wyniku łączenia się spółek handlowych, z wyjątkiem zabezpieczenia ryzyka walutowego związanego z tą transakcją.

Instrumentem zabezpieczającym nie mogą być: 
- wystawione opcje,
- strategie opcyjne, które są „wystawioną opcją netto”.

Wystawiona opcja netto oznacza strategię, która:
- w momencie zawarcia generuje płatność netto dla jej nabywcy, lub
- składa się z opcji o różnych parametrach, lub
- składa się z opcji nabytej i wystawionej przy czym nominał opcji wystawionej jest wyższy niż nominał opcji kupionej.

## Ujmowanie zabezpieczenia w księgach rachunkowych i sprawozdaniu finansowym
Po spełnieniu wymogów formalnych jednostka gospodarcza może zacząć stosować zasady rachunkowości zabezpieczeń w odniesieniu do instrumentów finansowych. Sposób ich ujęcia księgach rachunkowych zależy od rodzaju zabezpieczenia. Wyróżnia się trzy rodzaje powiązań zabezpieczających:
1. Zabezpieczenie wartości godziwej,
2. Zabezpieczenie przepływów pieniężnych,
3. Zabezpieczenie udziałów w aktywach netto jednostek zagranicznych.

Zabezpieczenie wartości godziwej służy ograniczeniu ryzyka zmian wartości aktywów lub pasywów ujętych w bilansie jednostki gospodarczej. Przy tego typu powiązaniu skutki wyceny instrumentu zabezpieczającego odnosi się na przychody lub koszty finansowe. Pozycja zabezpieczana wyceniana jest także w wartości godziwej, a skutki przeszacowania spowodowane przez czynnik poddany zabezpieczeniu odnosi się na wynik finansowy bieżącego okresu.
Jednostka zaprzestaje stosowania powyższych zasad w następujących sytuacjach:
- Instrument zabezpieczający wygasł, został zbyty, wykonany lub anulowany; możliwa jest jego wymiana na inny uznany za zabezpieczający, jeśli wynika to ze strategii zabezpieczania przyjętej przez jednostkę.
- Zabezpieczenie przestało spełniać warunki zdefiniowane przez przepisy.

Zabezpieczenie przepływów pieniężnych ma na celu ograniczenie zmienności przyszłych przepływów pieniężnych i planowanych transakcji które mają wpływ na wynik finansowy jednostki. Skutki wyceny instrumentu zabezpieczającego w części uznanej za efektywne zabezpieczenie odnoszone są na kapitał z aktualizacji wyceny. Wielkość ta nie może być jednak wyższa od wartości godziwej skumulowanych do tego dnia zmian przyszłych przepływów pieniężnych związanych z pozycją zabezpieczaną. Część nieefektywna instrumentu zabezpieczającego jest odnoszona w koszty finansowe lub przychody finansowe. Część ujęta w kapitale z aktualizacji wyceny zostaje odniesiona na wynik finansowy w momencie, w którym zabezpieczone przyszłe zobowiązanie lub planowana transakcja powodują powstanie przychodów lub kosztów. 
Jeśli w wyniku realizacji zabezpieczonej transakcji powstaną aktywa lub zobowiązania, to z chwilą wprowadzenia do ksiąg rachunkowych ich wartość początkowa zostanie skorygowana o zyski lub straty z przeszacowania instrumentu zabezpieczającego ujęte dotychczas w kapitale z aktualizacji wyceny. Wynik z wyceny instrumentu zabezpieczającego zostanie wyksięgowany z kapitału i podwyższy lub obniży wartość początkową tych składników.
Jednostka przestaje stosować powyższe zasady, gdy:
- Instrument zabezpieczający wygasł, został zbyty, wykonany lub anulowany; możliwa jest jego wymiana na inny uznany za zabezpieczający, jeśli wynika to ze strategii zabezpieczania przyjętej przez jednostkę. W takiej sytuacji skumulowane do tej pory zyski lub straty pozostają na kapitale z aktualizacji wyceny do czasu realizacji przyszłej planowanej transakcji.
- Zabezpieczenie przestało spełniać warunki zdefiniowane przez przepisy. W takiej sytuacji skumulowane do tej pory zyski lub straty pozostają na kapitale z aktualizacji wyceny do czasu realizacji przyszłej planowanej transakcji. Takie rozwiązanie jest niewątpliwie racjonalne, gdyż w ten sposób skutki zabezpieczenia za okres w którym spełniało ono warunki ustawowe zostaną uwzględnione przy rozliczaniu zabezpieczanej planowanej przyszłej transakcji.
- W ocenie jednostki planowana transakcja lub uprawdopodobnione przyszłe zobowiązanie nie będą wykonane. Wówczas skumulowane na kapitale zyski lub straty należy odnieść w całości na przychody lub koszty finansowe bieżącego okresu.

Zabezpieczenie udziałów w aktywach netto jednostek zagranicznych ma na celu ograniczenie ryzyka kursowego, które wpływa na wartość udziałów w jednostkach zagranicznych. Skutki wyceny instrumentu zabezpieczającego odnoszone są na kapitał z aktualizacji wyceny w części uznanej za efektywne zabezpieczenie, przy czym wartość bezwzględna kwoty odniesionej nie może być większa od skumulowanych do tego czasu różnic kursowych z wyceny udziałów objętych zabezpieczeniem. Pozycja zabezpieczana tj. różnice kursowe z wyceny tych udziałów również odnoszone są na kapitał z aktualizacji wyceny. Z kolei skutki przeszacowania instrumentu zabezpieczającego w części nieefektywnej, tj. spowodowane przez ryzyko nie będące przedmiotem zabezpieczenia, odnoszone są na wynik finansowy bieżącego okresu.